# Eomanis
Eomanis is een geslacht van uitgestorven schubdieren en leefde in het Eoceen in de tropische bossen die toen Duitsland bedekten. Het is het enige geslacht uit de familie Eomanidae. De typesoort is Eomanis waldi.

## Beschrijving
Eomanis was ongeveer 50 centimeter lang met ongeschubde poten en staart. De bouw van de schedel en de robuuste voorpoten met grote klauwen zijn vergelijkbaar met die van de hedendaagse schubdieren, terwijl onder meer de schoudergordel afweek. De schedel en kaken wijzen op een mierenetend dieet, hoewel gepreserveerde maaginhoud laat zien dat ook bladeren en ander plantaardig materiaal werd gegeten.

## Fossielen
Fossielen van Eomanis zijn gevonden in de Messelgroeve in het huidige Duitsland. Het schubdier leefde samen met twee verwanten, Euromanis en Eurotamandua. Eerstgenoemde werd tot 2009 beschouwd als de tweede soort uit het geslacht Eomanis, E. krebsi.